# Кюляш Байсеитова
Куляш Жасимовна Байсеитова (на казахски: Күләш Жасынқызы Байсейітова) е съветска и казахска оперна певица.

## Биография
Куляш Байсеитова (по баща Беисова) се ражда на 19 април 1912 г. (стар стил) или на 2 май (нов стил) (по други източники на 12 януари) в град Верний (сега Алма Ата, Казахстан). По други данни се ражда в степите на Жълтия хребет (Сари-Арка) в един от аулите на Каркалинския уезд на Семипалатинска област, днес Актогайски район, Карагандинска област, в Казахстан..
Природния музикален талант на Байсеитова се проявява рано. Тя заучава и изпълнява песни и мелодии, които чува от баща си Жасин.
Между 1925 и 1928 г. учи в Алматинския педагогически техникум към Института по просвещението и участва в музикални самодейности.
През 1930 г. постъпва в студио, създадено през 1926 г. в Кизир Орде, а през 1929 г. се прехвърля в Казахския драматичен театър в Алма Ата. Там учи актьорско майсторство и музика. Играе няколко малки епизодични роли в театъра, а после и по-главни.
През 1933 г. Куляш влиза в трупата на Музикалния театър (сега Държавен академичен театър, опера и балет „Абая“), където играе до края на живота си. Занимава се с обучение по пеене в учебното студио на театър при К. А. Дианти и В. А. Смисловски.
Музикалния и театрален талант на Байсеитова се проявява ярко в ролята ѝ на Айман в музикалната комедия „Айман-Шолпан“ по музика на И. В. Коцик. Образ на Шуги (музикалната драма „Шуга“ Б. Майлин и И. Коцик) показва повишеното майсторство на певицата, партия Жибек („Киз-Жибек“ Е. Г. Брусиловски) позволява на певицата да се издигне до висотата на оперното певческо изкуство.
По време на Втората световна война Байсеитова обикаля фронта с концертна бригада. През 1944 г. заснема музикалния филм „Концертът на петата република“. От 1949 г. е член на Съветския комитет за защита на мира. Била е организатор и постоянен ръководител на Казахското театрално общество. Участва във II световен конгрес на привържениците на мира. От 1943 г. е член на ВКП (б). Била е депутат във Върховния съвет на Казахската ССР в 1 – 3 народни събрания.
През юни 1957 г. Байсеитова се отправя на концерт в Москва. След концерта се оплаква от болка в главата и се връща в хотела. Сутринта на 6 юни камериерката намира бездиханното и тяло във ваната. Лекарят констатира кръвоизлив в мозъка. Погребана е на централното гробище в Алма Ата.

## Роли

### Казахски драматичен театър (1930 – 1933)
- „Женитба“ Н. Гогол – Агафя Тихоновна
- „Зауре“ К. Байсеитова и Ж.Т. Шанин – Зауре
- „Шахта“ Ж.Т. Шанин – Зейнеп
- „Енлик – Кебек“ М.О. Ауезов – Енлик
- „Подводная лодка“ М.Я. Тригер – Клавдия
- „Фронт“ Б.Ж. Майлин – Пулиш

### Държавен академичен театър, опера и балет „Абая“ (1933 – 1957)
- „Айман – Шолпан“ (музикална комедия), М.О. Ауезов и И.В. Коцик – Айман
- „Шуга“ (музикална драма), Б. Майлин и И. Коцик – Шуга
- „Киз-Жибек“, Е.Г. Брусиловски – Жибек
- „Жалбир“, Е.Г. Брусиловски – Хадиша
- „Ер-Таргин“, Е.Г. Брусиловски – Акжунус
- „Золотое зерно“, Е.Г. Брусиловски – Айша
- „Гвардия, вперед!“, Е.Г. Брусиловски – Сайра
- „Бекет“, А. Зилбер – Зере
- „Глубокое озеро“, И.Н. Надиров – Раушан
- „Наргиз“, М.М. Магомаев – Наргиз
- „Даиси“, З.П. Палиашвили – Маро
- „Абай“, А.К. Жубанов и Л.А. Хамиди – Ажар
- „Биржан и Сара“, М.Т. Тулебаев – Сара
- „Алтънчеч“, Н.Г. Жиганов – Алтынчеч
- „Евгений Онегин“, П.И. Чайковски – Татьяна
- „Мадам Бътърфлай“, Дж. Пучини – Чио-Чио-Сан
- „Демон“, А.Г. Рубинштейн – Тамара

## Звания и награди
- Заслужила артистка на Казахската СССР (1934)[3]
- Народна артистка на СССР (1936)
- Сталинска премия втора степен (1948) – за концертно-изпълнителска дейност
- Сталинска премия втора степен (1949) – за изпълнение на главната роля в оперния спектакъл „Биржан и Сара“ М.Т. Тулебаев
- Орден „Ленин“ (16.11.1945)
- Орден „Червено знаме на труда“ (26.05.1936)
- Медал „За доблестен труд във Великата отечествена война 1941 – 1945“

## Памет
- На нейно име са наречени улици в Алма Ати, Астана, Темиртау и също така Националния театър за опера и балет в Астана.
- На нейно име е и известна музикална школа в Алма Ати. От 1948 г. в тази школа са получили образование повече от 20 хил. души, повече от които са лауреати на международни и държавни конкурски в това число диригента Нургиса Тлендиев, пианистката Жания Аубакирова, диригента Базаргали Жаманбаев, цигуларите Айман Мусаходжаева, Марат Бисенгалиев, Гаухар Мурзабекова, Аида Аюпова, Жамиля Серкебаева.
- На нейно име е учредена и Държавна премия на Казахската ССР
- Всяка година в Казахстан се провежда конкурс за певци на нейно име.